# Apiogaster posticum
Apiogaster posticum là một loài bọ cánh cứng trong họ Cerambycidae.